# بين ويتفيلد
بين ويتفيلد (بالإنجليزية: Ben Whitfield)‏ (28 فبراير 1996 في المملكة المتحدة - ) هو لاعب كرة قدم بريطاني في مركز الوسط. لعب مع نادي بورنموث.

## وصلات خارجية
- بين ويتفيلد على موقع قاعدة بيانات كرة القدم.إي يو (الإنجليزية)
- بين ويتفيلد على موقع Soccerbase.com (لاعب) (الإنجليزية)